# Mohammadpur
Mohammadpur (en bengali : মোহাম্মদপুর) est une upazila du Bangladesh dans le district de Magura. En 1991, on y dénombrait 160 340 habitants.